# 김용근 (1956년)

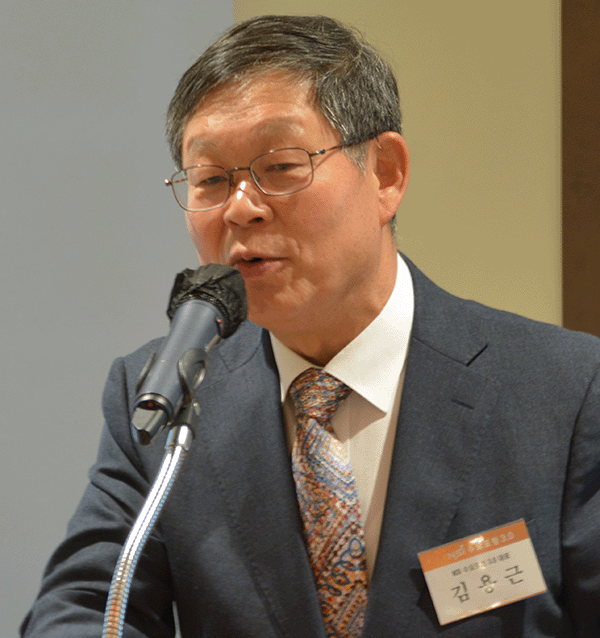
2023년 11월 1일, 김용근 NSI 수요포럼3.0 대표 취임

김용근(金容根, 1956년 3월 7일 ~ , 전라남도 고흥군)은 경제관료 출신의 경제인이다. 산업자원부 산업정책과 과장, 산업자원부 산업정책국장, 주제네바대표부 참사관, 산업자원부 산업정책본부장,
한국산업기술재단 이사장, 한국산업기술진흥원 원장, 한국자동차산업협회 회장을 거쳐, 2014년에 한국인 최초로 세계자동차산업협회(OCIA) 회장을 역임하고. 2018년 한국경영자총협회의 부회장을 거쳐 현재 NSI 수요포럼3.0 대표로 취임하였다.

## 학력
- 순천고등학교 졸업
- 서울대학교 경제학과 졸업

## 경력
- 제23회 행정고시 합격
- 1983.01 ~ 1985.05 : 해운항만청
- 1985.05 : 상공부 산업진흥과
- 상공부 국제협력과
- ~ 1991.02 : 상공부 통상정책과
- 1992.02 ~ 1995.02 : 경제협력개발기구
- 1995.04 ~ 1997.07 : 통상산업부 통상무역실 국제기업담당관
- 1997.07 ~ 2000.07 : 허드슨 연구소
- 2000.09 ~ 2002.02 : 산업자원부 산업정책과 과장
- 2002.02 : 경수로사업지원기획단
- 2003.01 ~ 2003.02 : 산업자원부 산업정책국장
- 2003.04 ~ 2004.02 : 산업자원부 지역산업균형발전기획관
- 2004.02 ~ 2007.01 : 주 제네바대표부 참사관
- 2007.01 ~ 2007.03 : 산업자원부 산업정책관
- 2007.03 ~ 2008.03 : 산업자원부 산업정책본부장
- 2008.06 ~ 2009.05 : 제2대 한국산업기술재단 이사장
- 2009.05 ~ 2013.09 : 한국산업기술진흥원 원장
- 2013.10 ~ 2018.07 : 한국자동차산업협회 회장
- 2014.10 ~ 2016 : 세계자동차산업협회 회장
- 2018.07 ~ 2021.02 : 한국경영자총협회 부회장
- 2023.11 ~            : NSI 수요포럼3.0 대표

## 참고 자료
- 김용근 네이버 인물검색